# Нур (газета, 1995)
«Нур» («Свет») — общественно-политическая газета на цахурском и русском языках, издающаяся в Дагестане.
Газета освещает общественно-политические события, происходящие в Дагестане, а также публикует материалы по истории и культуре цахуров. Выходит на 8 полосах формата А3 один раз в неделю. Имеет литературную страницу, где печатаются стихи и сказки местных авторов. Единственная в мире газета на цахурском языке.

## История
Газета основана в 1995 году. Учредителями являются Народное Собрание и Правительство Дагестана. Первым редактором был профессор ДГПУ Гарун Ибрагимов. Нынешний главный редактор — Байрам Абдуллаев (с ноября 2015 года по настоящее время).